# Nectandra utilis
Nectandra utilis är en lagerväxtart som beskrevs av J.G. Rohwer. Nectandra utilis ingår i släktet Nectandra och familjen lagerväxter. Inga underarter finns listade i Catalogue of Life.